# Melleray
Melleray est une commune française, située dans le département de la Sarthe en région Pays de la Loire, peuplée de 446 habitants (les Melleraysiens).
Bien que située dans la région naturelle du Perche sarthois, la commune fait partie de la province historique du Maine.

## Géographie
La commune se trouve dans la région naturelle du Perche.
| Montmirail | Gréez-sur-Roc | Chapelle-Guillaume (Eure-et-Loir) |
| Champrond  | Melleray      | Le Plessis-Dorin (Loir-et-Cher)   |
| Vibraye    |               | Souday (Loir-et-Cher)             |

### Climat
Pour des articles plus généraux, voir Climat des Pays de la Loire et Climat de la Sarthe.
En 2010, le climat de la commune est de type climat océanique dégradé des plaines du Centre et du Nord, selon une étude du CNRS s'appuyant sur une série de données couvrant la période 1971-2000. En 2020, Météo-France publie une typologie des climats de la France métropolitaine dans laquelle la commune est exposée à un climat océanique altéré et est dans la région climatique  Moyenne vallée de la Loire, caractérisée par une bonne insolation (1 850 h/an) et un été peu pluvieux. 
Pour la période 1971-2000, la température annuelle moyenne est de 10,6 °C, avec une amplitude thermique annuelle de 14,5 °C. Le cumul annuel moyen de précipitations est de 782 mm, avec 12,2 jours de précipitations en janvier et 7,7 jours en juillet. Pour la période 1991-2020, la température moyenne annuelle observée sur la station météorologique de Météo-France la plus proche, sur la commune de Chapelle-Guillaume à 8 km à vol d'oiseau, est de 11,1 °C et le cumul annuel moyen de précipitations est de 758,2 mm,. Pour l'avenir, les paramètres climatiques de la commune estimés pour 2050 selon différents scénarios d'émission de gaz à effet de serre sont consultables sur un site dédié publié par Météo-France en novembre 2022.

## Urbanisme

### Typologie
Au 1er janvier 2024, Melleray est catégorisée commune rurale à habitat dispersé, selon la nouvelle grille communale de densité à sept niveaux définie par l'Insee en 2022.
Elle est située hors unité urbaine. Par ailleurs la commune fait partie de l'aire d'attraction de La Ferté-Bernard, dont elle est une commune de la couronne,. Cette aire, qui regroupe 37 communes, est catégorisée dans les aires de moins de 50 000 habitants,.

### Occupation des sols
L'occupation des sols de la commune, telle qu'elle ressort de la base de données européenne d’occupation biophysique des sols Corine Land Cover (CLC), est marquée par l'importance des territoires agricoles (77 % en 2018), une proportion identique à celle de 1990 (77 %). La répartition détaillée en 2018 est la suivante : 
terres arables (51,7 %), prairies (24,4 %), forêts (22 %), zones urbanisées (1 %), zones agricoles hétérogènes (0,9 %). L'évolution de l’occupation des sols de la commune et de ses infrastructures peut être observée sur les différentes représentations cartographiques du territoire : la carte de Cassini (XVIIIe siècle), la carte d'état-major (1820-1866) et les cartes ou photos aériennes de l'IGN pour la période actuelle (1950 à aujourd'hui).

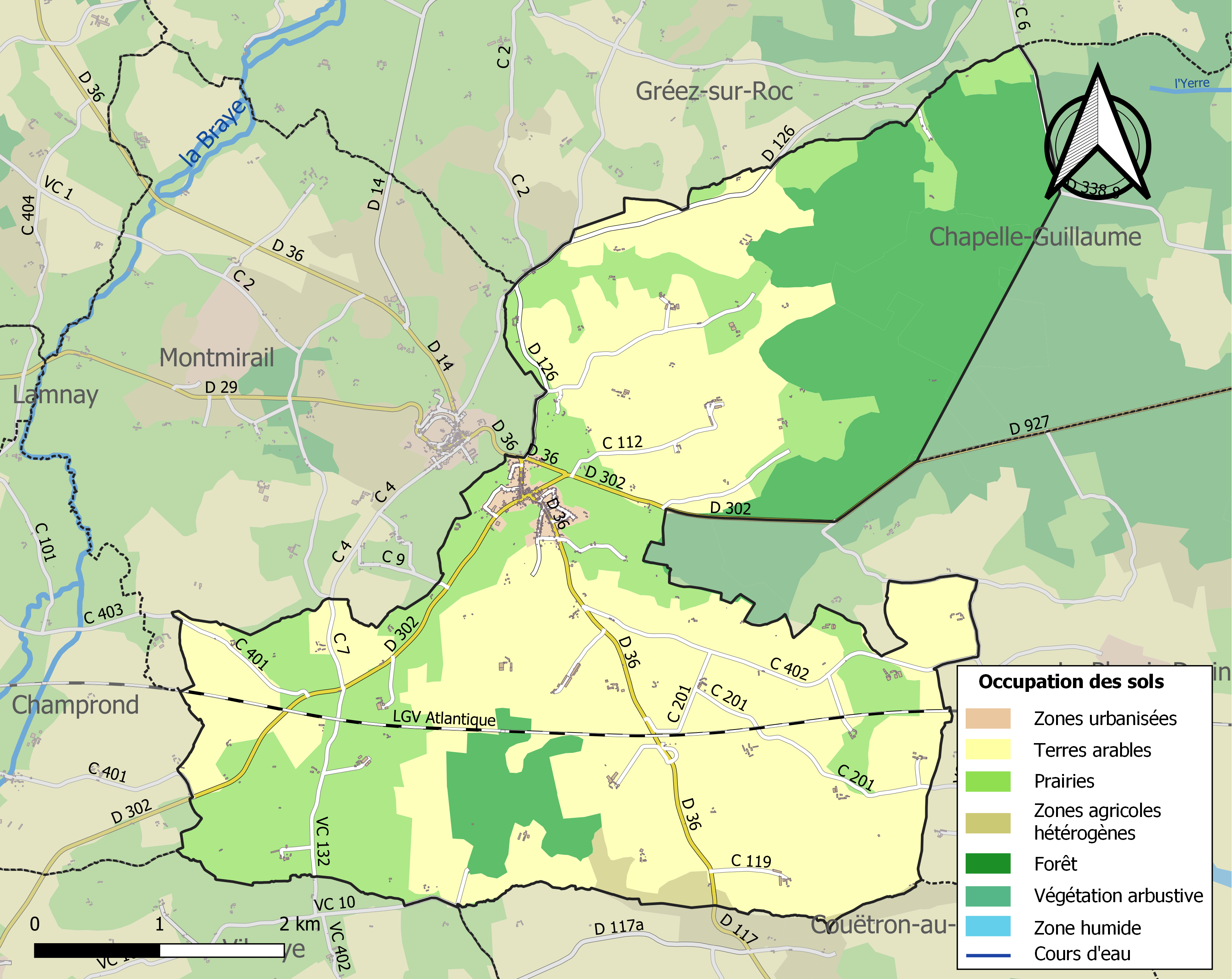
Carte des infrastructures et de l'occupation des sols de la commune en 2018 (CLC).

## Histoire
Aucune présence sur le site avant le Moyen Âge. C'est probablement autour du prieuré que s'est construit le village. Le site est seulement à un kilomètre de Montmirail. Le prieuré date probablement du Xe siècle.[réf. nécessaire]

## Politique et administration

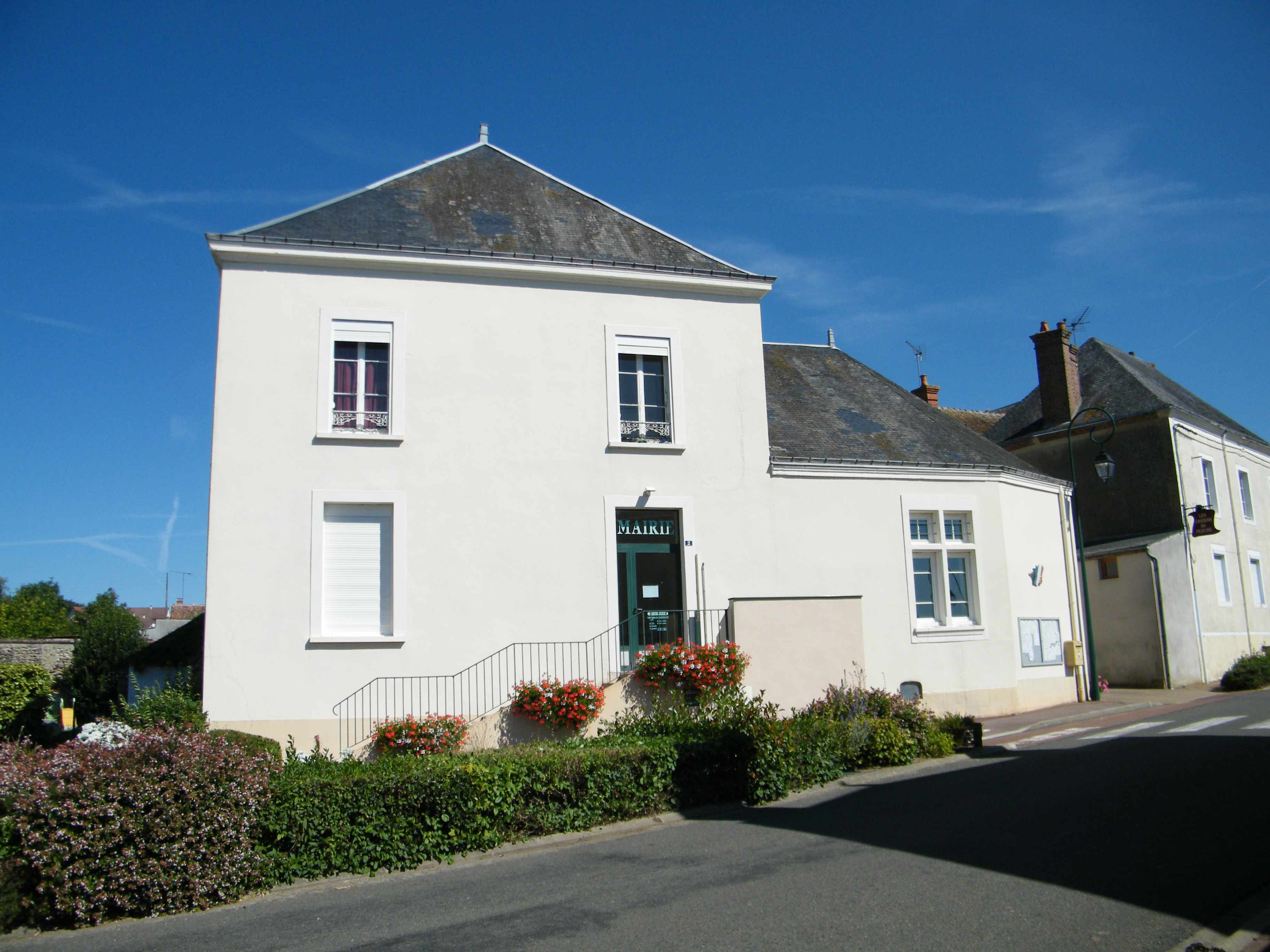
Mairie.

| Période                                  | Période  | Identité           | Étiquette | Qualité                      |
| ---------------------------------------- | -------- | ------------------ | --------- | ---------------------------- |
| 1953                                     | 1969     | Alexis Chéron      |           | Agriculteur                  |
| 1970                                     | 1976     | Maurice Montel     |           | Directeur d'école            |
| 1976                                     | 1977     | Lucien Police      |           | Retraité agricole            |
| 1977                                     | 1995     | Pierre Granger     |           | Agriculteur                  |
| 1995                                     | 2014     | Jean Bruneau       | SE        | Gérant de société            |
| 2014                                     | mai 2020 | François Rouleau   | SE        | Agriculteur                  |
| mai 2020                                 | En cours | Jean-Pierre Torché | SE        | Technicien d’expérimentation |
| Les données manquantes sont à compléter. |          |                    |           |                              |

## Population et société

### Démographie
L'évolution du nombre d'habitants est connue à travers les recensements de la population effectués dans la commune depuis 1793. Pour les communes de moins de 10 000 habitants, une enquête de recensement portant sur toute la population est réalisée tous les cinq ans, les populations de référence des années intermédiaires étant quant à elles estimées par interpolation ou extrapolation. Pour la commune, le premier recensement exhaustif entrant dans le cadre du nouveau dispositif a été réalisé en 2007.
En 2022, la commune comptait 446 habitants, en évolution de +1,13 % par rapport à 2016 (Sarthe : −0,25 %, France hors Mayotte : +2,11 %).
| 1793  | 1800  | 1806  | 1821  | 1831  | 1836  | 1841  | 1846  | 1851  |
| ----- | ----- | ----- | ----- | ----- | ----- | ----- | ----- | ----- |
| 1 308 | 1 328 | 1 399 | 1 341 | 1 406 | 1 332 | 1 355 | 1 374 | 1 324 |

| 1856  | 1861  | 1866  | 1872  | 1876  | 1881  | 1886  | 1891  | 1896  |
| ----- | ----- | ----- | ----- | ----- | ----- | ----- | ----- | ----- |
| 1 257 | 1 226 | 1 357 | 1 109 | 1 090 | 1 075 | 1 080 | 1 060 | 1 070 |

| 1901 | 1906 | 1911 | 1921 | 1926 | 1931 | 1936 | 1946 | 1954 |
| ---- | ---- | ---- | ---- | ---- | ---- | ---- | ---- | ---- |
| 985  | 957  | 921  | 798  | 840  | 805  | 792  | 731  | 684  |

| 1962 | 1968 | 1975 | 1982 | 1990 | 1999 | 2006 | 2007 | 2012 |
| ---- | ---- | ---- | ---- | ---- | ---- | ---- | ---- | ---- |
| 600  | 538  | 499  | 476  | 505  | 492  | 490  | 490  | 462  |

| 2017 | 2022 | - | - | - | - | - | - | - |
| ---- | ---- | - | - | - | - | - | - | - |
| 432  | 446  | - | - | - | - | - | - | - |

## Économie
L'économie locale repose essentiellement sur l'agriculture et l'élevage.

## Culture locale et patrimoine

### Lieux et monuments

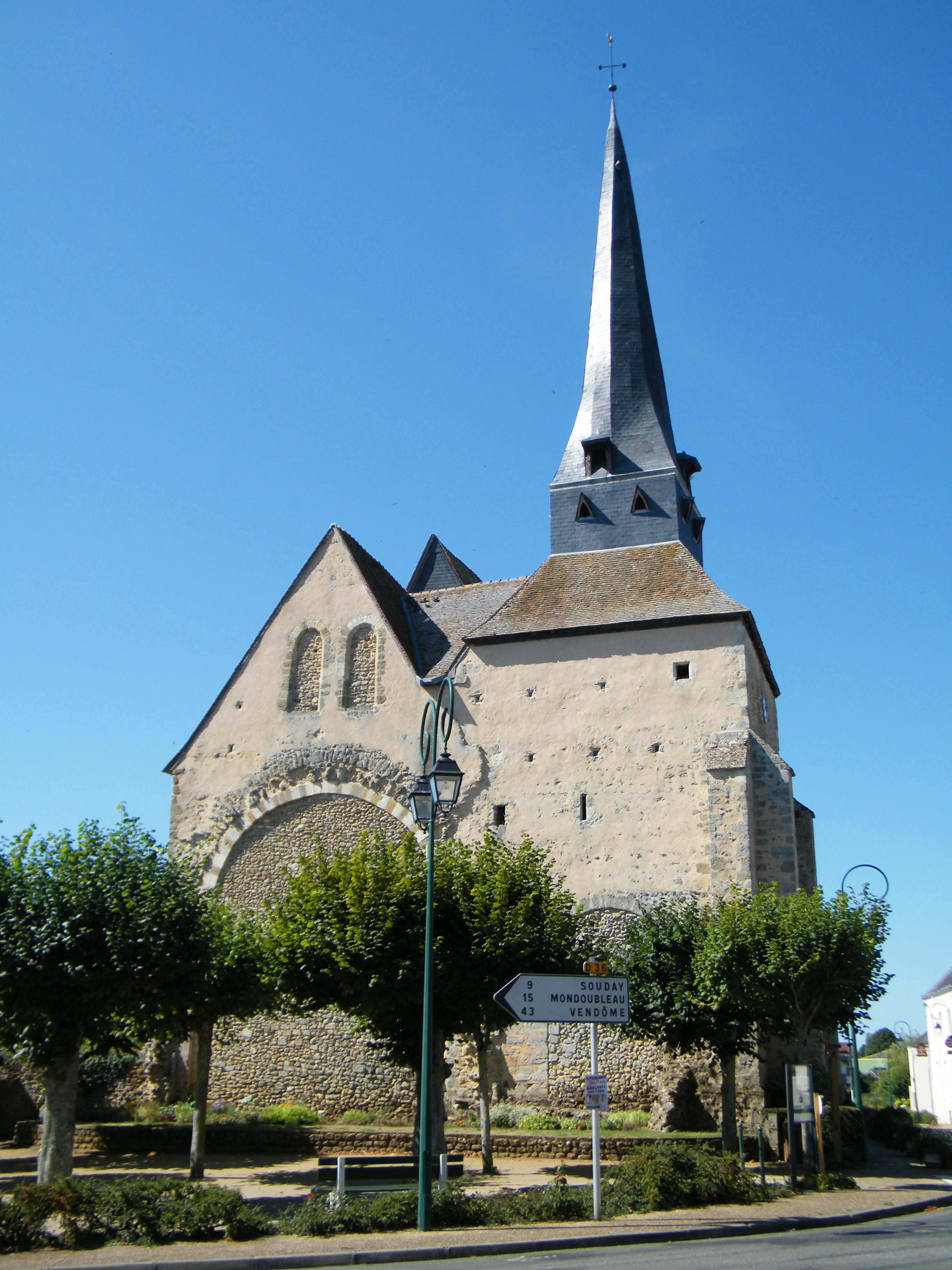
Église Saint-Pierre.
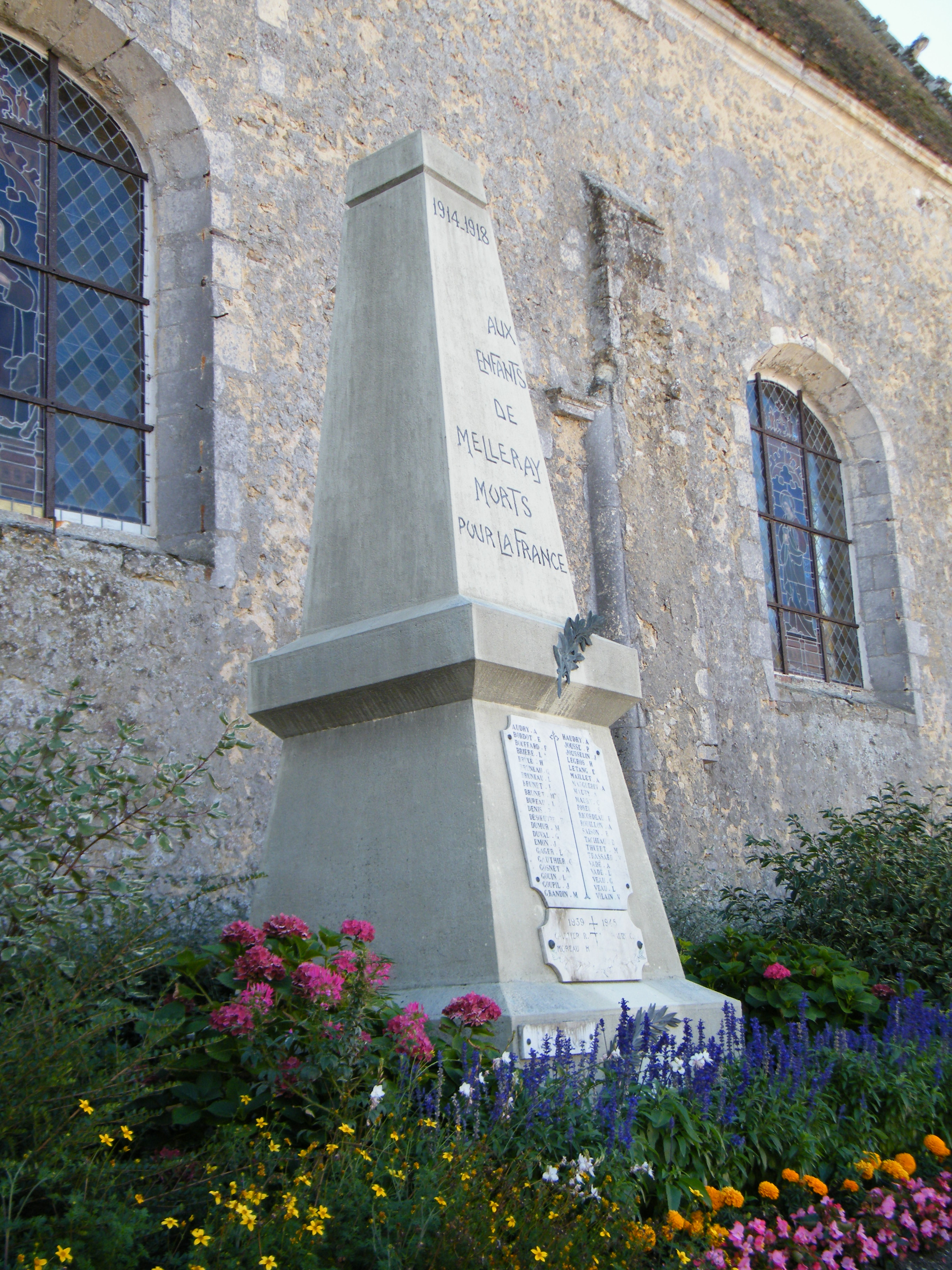
Monument aux morts.
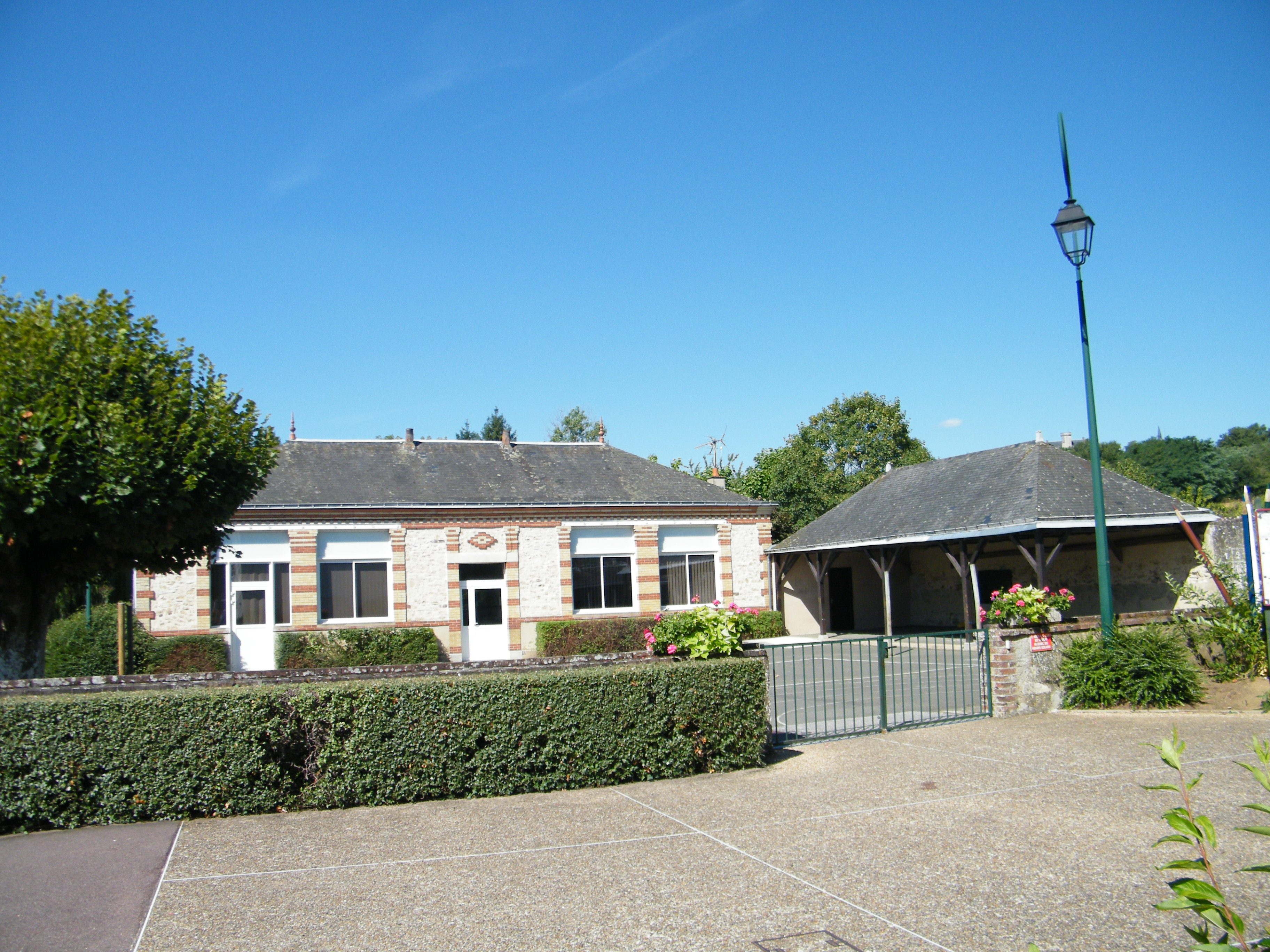
École.
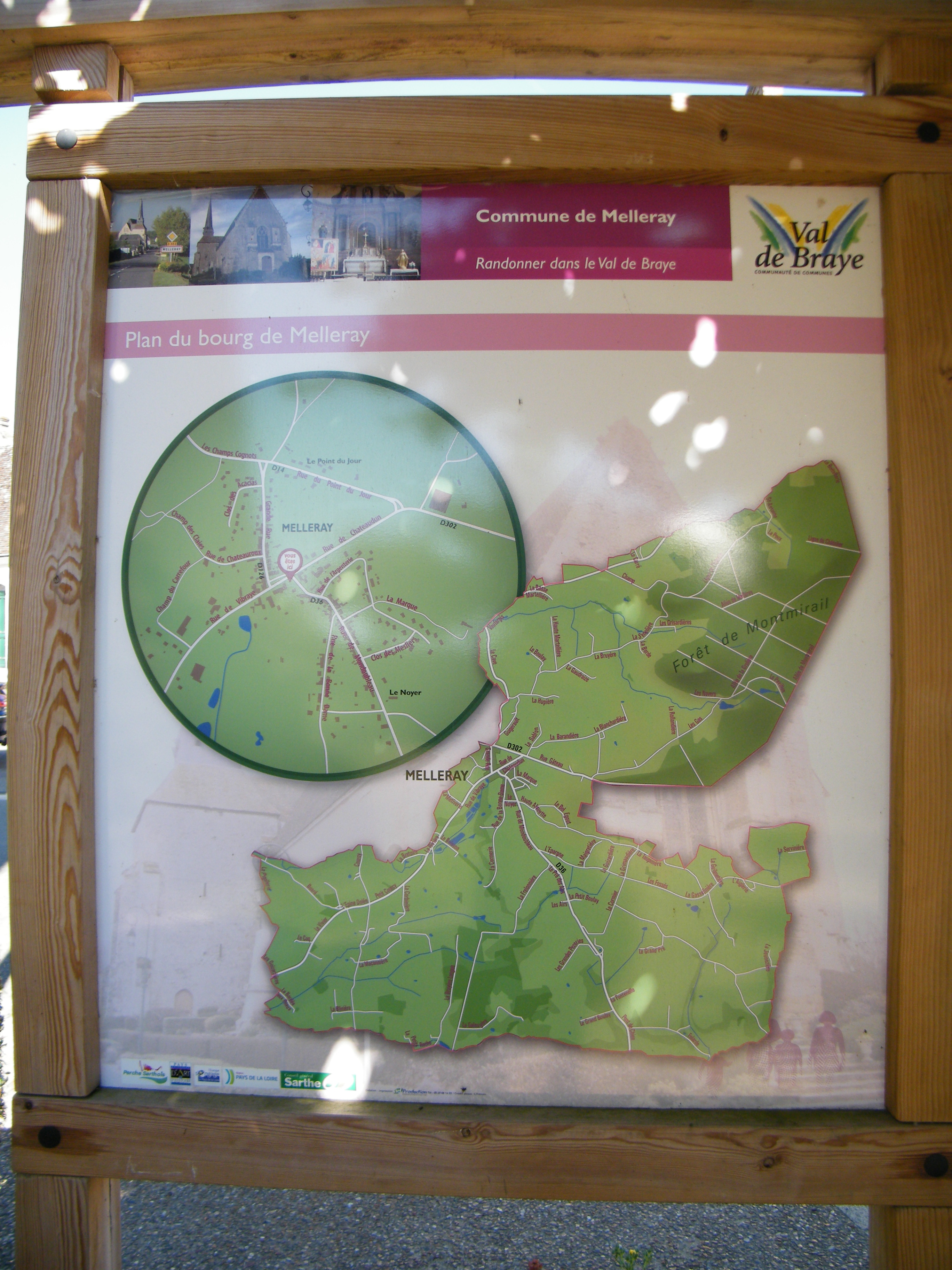
Panneau d'informations.

- Église Saint-Pierre. Les fonts baptismaux, à l'entrée de la nef, datent de 1687.
- Ancien hospice de 1628.
- Manoir de Champ date du XIVe au XIXe siècle.
- Vestiges de l'ancien prieuré, XIe – XIIe siècle.

### Personnalités liées à la commune
- Jean Bercy (1920 à Melleray - 1986), artiste et éducateur.